# Colombia en los Juegos Paralímpicos de Seúl 1988
Colombia estuvo representada en los Juegos Paralímpicos de Seúl 1988 por un total de 16 deportistas masculinos. El equipo paralímpico colombiano no obtuvo ninguna medalla en estos Juegos.